# Eros und Psyche
Eros und Psyche (polnischer Originaltitel: Eros i Psyche, op. 40) ist eine „fantastische“ Oper in fünf Bildern und einem Nachspiel von Ludomir Różycki (Musik) mit einem Libretto von Jerzy Żuławski nach dessen szenischem Roman Eros i Psyche (1904) über den Mythos Amor und Psyche. Die Uraufführung fand am 10. März 1917 im Stadttheater Breslau in deutscher Sprache statt.

## Handlung

### Erstes Bild: „In Arkadien“
Blühende Wiese im Schutz hoher Felsen; Goldenes Zeitalter
Nymphen genießen ihr sorgenfreies Leben. Nur die Königstochter Psyche ist unglücklich. Sie vertraut ihrer Freundin Hagne an, wie sehr sie sich nach einem Geliebten sehnt. Ihre Träume sind so intensiv, dass sich der Gott Eros persönlich im Nebel manifestiert. Er erwidert ihre Liebe, warnt sie jedoch, dass sie seine Identität nicht erkennen dürfe. Erst nach einem langen Leben der Wanderung könne sie ihn ihr Eigen nennen. Bis dahin werde er stets unsichtbar bei ihr sein. Als sie jedoch am folgenden Morgen durch ein Ungeschick ihres Dieners Blax sein Gesicht erkennt, nennt ihr Eros seinen Namen und verabschiedet sich für immer. Verzweifelt verflucht sie Blax und fleht die Götter an, ihr den Geliebten zurückzuschicken oder sie sterben zu lassen. Da erscheint der Götterbote Hermes und informiert Psyche darüber, dass sie dem Fluch der Unsterblichkeit verfallen sei, da sie ins Angesicht eines Gottes geblickt habe. Von nun an muss sie heimatlos durch die Welt wandern – nur begleitet von der Hoffnung und dem gleichfalls verbannten Blax.

### Zweites Bild: „Rom“
Offene Säulenhalle vor dem Speisesaal des römischen Präfekten in Alexandrien; zur Zeit Christi
Im Landhaus des Präfekten Blax wird eine wilde Orgie gefeiert. Zwei Griechen – darunter Eros in der Gestalt des Arystos – klagen über die harte Herrschaft der Römer und die zunehmende Unmoral. Blax unterbricht ihr Gespräch und verkündet den Anwesenden, dass ein Schiff vorbereitet werde, auf dem das Fest seinen Abschluss finden soll. Bis dahin soll weiter gefeiert werden. Die Kurtisane Laida weist darauf hin, dass das Fest nicht Mars, sondern Eros gewidmet sei. Da erscheint Psyche, nach Jahren der Wanderung in zerlumpter Kleidung. Sie stellt sich als Sängerin vor und singt ein Lied über ihre Suche nach dem Geliebten Eros. Die Anwesenden lachen sie aus, und Laida trägt ein eigenes frivoles Lied über Eros vor. Psyche wird fortgejagt. Nur Blax ist für einen Moment seltsam berührt von der Unbekannten, die ihn zu Beginn einen Diener genannt hatte – doch er kann sich an sein früheres Leben nicht erinnern. Während sich die Feiernden auf das Schiff begeben, tröstet ein alter Sklave Psyche mit dem Gedanken an den Erlöser Christus.

### Drittes Bild: „Unter dem Kreuz“
Finsterer Klosterhof in Spanien, von Bogengängen umschlossen; frühes Mittelalter
Psyche ist als Nonne in ein Kloster eingetreten. Dort unterhalten sich die Pförtnerin und die Äbtissin über die Vorbereitungen zum Empfang des Bischofs Blax. Dieser hatte das Kloster nicht mehr besucht, seitdem er einst die Nonne Placida zum Tode verurteilt hatte. Die Pförtnerin schlägt vor, Psyche auf den Turm zu schicken, um nach dem Besucher Ausschau zu halten. Die Äbtissin glaubt jedoch, dass die junge Psyche beim Anblick der Außenwelt in Versuchung geführt würde. Ihr Herz müsse erst zur Ruhe kommen. Wenig später vertraut Psyche dem Klosterkaplan an, dass sie, als sie Füße Christi geküsst hatte, an die Sonne statt an den Erlöser denken musste. Der Kaplan rät ihr zur Buße und zum Gebet. Das Bauernmädchen Hanna, das mit der Reinigung des Klostertors betraut wurde, erzählt Psyche von der Schönheit der Welt. Sie zeigt ihr einen Ritter in goldener Rüstung, der sich dem Kloster nähert. Psyche erkennt in ihm den Mann aus ihren Träumen. Sie gerät in einen Gewissenskonflikt und betet zu Christus um Rettung. Der „Ritter der Sonne“ (Eros) fordert Psyche in einem verlockenden Lied auf, ihm zu folgen. Sie versucht, der Pförtnerin den Torschlüssel zu entreißen. Ihr Fluchtversuch scheitert jedoch. Der gerade jetzt eintreffende Bischof Blax verurteilt sie zu lebenslänglicher Einzelhaft im Klosterverlies. Der Ritter singt weiterhin sein Lied.

### Viertes Bild: „Durch Blut“
Schlichtes Café in einem alten Pariser Stadtteil, karger verräucherter Raum; Nacht zum 2. September 1792
Am Vorabend des Septembermassakers arbeitet Psyche als Kellnerin im Café. Sie ist von den Idealen der Revolution begeistert. Einige Gäste warten bereits die ganze Nacht auf den Nationalgardisten De la Roche (Eros), um Neuigkeiten zu erhalten. Kurz nach seinem Eintreffen erscheint auch die Ronde, eine Gruppe revolutionärer Bürger, die einen Kontrollgang durchführen. Sie berichten vom Befehl, sämtliche Adligen und Verdächtigen festzunehmen. Die Gäste schließen sich ihnen an. De la Roche erklärt der im Café zurückgebliebenen Psyche leidenschaftlich seine Liebe. Psyche kann jedoch nur an ihre Liebe zur Freiheit denken. De la Roche erzählt vom Schloss seines Ahnen, des Sonnenritters, der ebenfalls für Recht und Freiheit gekämpft habe. Dort will er mit Psyche leben. Da erscheint eine größere Menge Bürger mit der Nachricht vom Sieg. Psyche fordert die Menge auf, ihr auf den Marktplatz zu folgen. Der Demagoge Blax hetzt das Volk weiter auf. Er verlangt, vor dem Kampf mit den Feinden erst etwaige Verräter in den eigenen Reihen zu töten. Sofort wird De la Roche verdächtigt. Da greift Psyche ein. Mit ihrem Hinweis auf die reineren Ideale der Revolution kann sie den Mord verhindern. Blax führt die Menge zum „Blutgericht“. Psyche wird überrannt und verletzt. Sie und De la Roche erkennen die Gewalttätigkeit der Masse. Psyche fällt in De la Roches Arme. Sie sucht nur noch das Vergessen.

### Fünftes Bild: „Heute“
Psyches luxuriöser und künstlerisch gestalteter Salon in einer europäischen Großstadt
Psyche wird als Edelkurtisane von der Männerwelt angehimmelt. Sie ist die Geliebte des Hofrats Baron von Blax, eines reichen Bankiers, der für ihre finanziellen Bedürfnisse aufkommt. Stefan allerdings liebt sie wirklich. Psyche offenbart ihm, dass sie ihr Leben als „leer“ empfinde und kaum wisse, warum sie sich darauf eingelassen habe – vielleicht aus „Trotz“. Sie verspricht Stefan ein Stelldichein, sobald Blax gegangen ist. Als Blax kurz darauf eintrifft, verabschieden sich die Gäste. Blax weist Psyche auf die vielen Freiheiten hin, die er ihr lasse, warnt sie aber davor, zu weit zu gehen. Psyche schreit ihn wütend an, dass sie ihn hasse und sich nach ihrer alten Freiheit sehne. Blax erklärt ihr, dass dieser Wunsch eine Illusion sei, die sich nie erfüllen könne. Nachdem sich Psyche einigermaßen beruhigt hat, teilt ihr er mit, dass sie ihn in einer Stunde ins Theater begleiten solle. Er zieht sich zurück. Seine Abwesenheit nutzt Stefan, um Psyche erneut seine Liebe zu erklären. Er will sie aus ihrer Situation retten. Psyche hat jedoch ihre Hoffnung verloren. Obwohl sie seine Träume teilt, weist sie ihn zurück. Enttäuscht geht Stefan. Psyche bleibt verzweifelt zurück. Sie sieht keinen anderen Ausweg als den Tod und steckt das Zimmer in Brand.

### Nachspiel
Blick in die seligen Gefilde
Nach ihrem Tod ist Psyche erlöst und wird wieder mit ihrem Geliebten vereint. Eros trägt eine Fackel und gibt sich ihr nun als Thanatos, der Gott des Todes, zu erkennen. „Sie sind nun ein ewig untrennbares Paar: die selige Psyche und Eros Thanatos, der Vollender, der göttlich erlösende Tod, in dessen Armen sie selig erschauernd stirbt.“

## Gestaltung
Der Musikkritiker Paul Riesenfeld interpretierte in seiner Rezension der Uraufführung von 1917 den Sinn der Handlung folgendermaßen: „Man soll das Geheimnis des Göttlichen nicht in lüsterner Neugier zu enträtseln trachten, man soll an Gotteswunder glauben, ohne sie zu prüfen.“ Karol Bulas Eintrag in Pipers Enzyklopädie des Musiktheaters zufolge stellt das Werk „das Spannungsverhältnis von Erwartung und Erfüllung in mythischen und historischen Situationen dar.“ Die drei Hauptcharaktere bleiben sich trotz der unterschiedlichen historischen Kontexte jeweils treu. Psyche verkörpert die „Erwartung“, Blax die „Gemeinheit“ und Eros die „Erfüllung“. Diese drei Personen behalten auch ihre musikalischen Spezifika: Psyche sind aufsteigende Tonfolgen der Geigen zugewiesen, Blax dagegen „rauhe Bläserakkorde“. Abgesehen davon besitzt jedes Bild eine eigene Tonsprache, die sich in der Verwendung des Schlagwerks und verschiedener Tänze und Liedformen ausdrückt. Die Musik orientiert sich u. a. an den Stilrichtungen des Verismo und des Impressionismus und nimmt in der Verbindung des letzteren mit tänzerischen Elementen Karol Szymanowskis Oper Król Roger von 1926 vorweg. Das Orchester hat eine zentrale Bedeutung, und die Gesangspartien sind eng mit den Instrumentalstimmen verbunden. Es gibt sowohl rezitativische als auch ariose Stellen.
Riesenfeld beurteilte das Werk Różyckis als „beachtenswert, aber leider nicht so musikalisch wie die Bühnenmusik seines Lehrers Humperdinck […] und auch noch nicht voll zur Dramatik ausgereift.“ Dramatisches Leben finde sich nur in der dritten und vierten Szene. Anstelle von Akten gebe es nach der Einleitung „vier nur durch ein ethisches Leitmotiv zusammenhängende Bilder ganz verschiedener Art“, doch habe der Komponist diese Gelegenheit zur musikalischen Kennzeichnung der verschiedenen Völker und Zeiten kaum genutzt: „Malerische Akkorde, feine instrumentale Klangmischungen und alle die seit wenigen Jahrzehnten bekannten Malutensilien des musikalischen Impressionismus überwuchern die spärlichen thematischen Gebilde und verwischen die ohnedies nur dünnen Spuren linearer Satztechnik.“ Riesenfeld lobte allerdings den „sehr schönen“ Chor von Psyches Gespielinnen im ersten Bild. Im zweiten Bild (Rom) gefiel ihm besonders das „reizvoll“ im Orchester angedeutete römische Bacchanal, das Eros-Lied der Griechin und der wirkungsvolle Hinweis auf den Erlöser. Das dritte Bild (Kloster) erreiche eine „gewisse Feierlichkeit mit Beihilfe der Orgel und durch den Gegensatz asketischer Nonnenmusik zu der weltlich lockenden Lyrik des Sonnenritters.“ Das vierte Bild (Französische Revolution) sei „musikalisch merkwürdig unfruchtbar“ geblieben, doch sei anzuerkennen, dass Różycki die Marseillaise nur angedeutet und nicht zu „billigen Lärmeffekten“ benutzt habe. Das in der Gegenwart spielende fünfte Bild stelle die „mondäne Wesensart […] der Jugend und des Alters von heute“ trotz „einiger musikalischer Eleganz und einem modernen Walzer“ nicht ausreichend dar, und der abschließenden Apotheose fehle es an „heiliger Größe“.

### Orchester
Die Orchesterbesetzung der Oper enthält die folgenden Instrumente:
- Holzbläser: drei Flöten (2. und 3. auch Piccolo), zwei Oboen, Englischhorn, zwei Klarinetten, Bassklarinette, drei Fagotte (3. auch Kontrafagott)
- Blechbläser: vier Hörner, drei Trompeten, drei Posaunen, Tuba
- Pauken, Schlagzeug: große Trommel, kleine Trommel, Triangel, großes Becken, kleines Becken, Kastagnetten, Tamburin, Glockenspiel
- Celesta
- zwei Harfen
- Streicher
- Bühnenmusik: Trompete, zwei Harfen, Orgel, Klavier, Glocke

## Werkgeschichte
Der Komponist Ludomir Różycki (ein Schüler von Engelbert Humperdinck und Antonín Dvořák) sah 1911 in Lemberg eine szenische Aufführung von Jerzy Żuławskis 1904 entstandenem Roman Eros i Psyche. Nach einem Treffen der beiden in Berlin 1914 erstellte der Autor noch im selben Jahr eine Librettofassung des Buchs. Różycki begann gleichfalls mit ersten Skizzen der Komposition und beendete sie im Oktober 1916. Schon im Dezember 1915 wurden Fragmente daraus bei einem Berliner Porträtkonzert gespielt. Daraufhin beschloss der Breslauer Intendant Woldemar Runge, die Oper am Breslauer Stadttheater zur Uraufführung zu bringen. Es handelte sich um die erste Oper eines polnischen Komponisten, die dort gespielt wurde.
Die Uraufführung fand am 10. März 1917 in deutscher Sprache in einer Übersetzung von Stefania Goldenring und Felicitas Leo (geb. Krause) statt. Regie führte Runge selbst. Der Dirigent war Julius Prüwer. Zu den Sängern zählten die Sopranistin Elise von Catopol (Psyche), der Tenor John Gläser (Eros), der Bariton Wilhelm Rode (Blax) und der Bass Martin Abendroth.
Im April 1917 wurde die Oper auch in Posen gespielt. Im folgenden Jahr gab es am Warschauer Teatr Wielki die erste polnische Produktion (Regie: Henryk Kowalski, Dirigent: Bolesław Wallek-Walewski; Sänger: Maria Moscisca, Waclaw Brzezifiski, Adam Dobosz). Weitere Aufführungen gab es 1919 in Bremen, Mannheim und Stuttgart, 1923 in Osijek, 1927 in Laibach, 1928 in Lemberg und 1936 in Stockholm. Nach dem Krieg wurde sie u. a. 1963 in Posen (Regie: Maryna Broniewska, Dirigent: Robert Satanowski) und 1978 in Warschau gespielt.
Am 13. Oktober 2017 wurde das Werk vom Warschauer Teatr Wielki wiederbelebt und im Rahmen von Operavision als Video im Internet bereitgestellt.

## Aufnahmen
- Oktober 1978 – Antoni Wicherek (Dirigent), Orchester und Chor des Opernhauses Warschau.
 Hanna Lisowska (Psyche), Józef Figas (Eros/Arystos/Ritter/De la Roche/Stefan), Jan Czekay (Blax), Włodzimierz Denysenko (Hermes/Charmion/Wirt/Alfred), Anna Malewicz-Madey (Hagne/Laida/Pförtnerin).
 Live aus Warschau.
 Muza SX 1704-6 (3 LPs).[7][8]
- 13. Oktober 2017 – Grzegorz Nowak (Dirigent), Barbara Wysocka (Inszenierung), Barbara Hanicka (Bühne), Julia Kornacka (Kostüme), Bartosz Nalazek (Licht), Orchester und Chor des Teatr Wielki Warschau.
 Joanna Freszel (Psyche), Tadeusz Szlenkier (Eros/Arystos/Fahrender Ritter/De la Roche/Stefan), Mikołaj Zalasiński (Blax), Wanda Franek (Arete/Ksieni), Wojtek Gierlach (Hermes/Alter Sklave/Kaplan/Wirt/Hugo), Anna Bernacka (Hagne/Laida/Pförtnerin), Aleksandra Orłowska-Jabłońska (Hedone/Hanna), Adam Kruszewski (Charmion/Erster Gast/Albert), Grzegorz Szostak (Alter Grieche/Zweiter Gast/Paul), Mateusz Zajdel (Ritter/Junge/Tolo).
 Video; live aus dem Teatr Wielki Warschau.
 Videostream auf Operavision.[9]

## Ausgaben
- Jerzy Żuławski: Eros i Psyche. Altenberg, Lwiw 1904 (polnische Romanvorlage, Digitalisat).
- Ludomir Różycki, Jerzy Żuławski: Eros und Psyche [Textbuch]. Aus dem Polnischen ins Deutsche übertragen und bearbeitet von Stefanja Goldenring und Felicitas Leo. Drei Masken-Verlag, Berlin/München 1917.